# Aeroportul Internațional Luxor
Aeroportul Internațional Luxor (în arabă مطار الأقصر الدولي) (IATA: LXR, ICAO: HELX) este un aeroport din Luxor, Guvernoratul Luxor, Egipt ce deservește zona Luxor. Aeroportul a fost tranzitat în decembrie 2022 de 129.711 pasageri. A fost numit după zona deservită.
Situat la o altitudine de 89 m, aeroportul dispune de o singură pistă. Este operat de Egyptian Airports Company⁠(d).